# Spalionice otpada
Spaljivanje je proces obrade otpada koji uključuje izgaranje organskih tvari u otpadnim materijalima. Spaljivanje i drugi visoko-temperaturni tretmani za obradu otpada nazivaju se "termička obrada". Spalionice smanjuju volumen otpada (prethodno komprimiranog u kamionima za odvoz otpada) za 95-96%. To znači da se zamjenom  odlaganja otpada sa spaljivajnem otpada značajno smanjuje potreban volumen za odlaganje otpada. Kamioni za odvoz otpada često imaju ugrađen kompresor pa smanjuju obujam otpada prije isporuke spalionicama. Alternativno, na odlagalištima otpada, volumen nekompresiranog otpada može biti smanjen za oko 70%  pomoću statičnog čeličnog kompresora, ali sa značajnim troškovima energije

## Vrste spalionica otpada
Spalionice otpada, osim velikih komunalnih sustava, mogu biti i manje, "šaržne" spalionice.
Primjeri takvih spalionica su: spalionice životinjskog otpada (otpad kao što je otpad iz klaonica, uginuća s farmi ...), spalionice medicinskog otpada (infektivnog i općenito medicinskog), spalionice industrijskog otpada i slično.
Prednost takvih spalionica otpada je ta što se otpad (osobito potencijalno infektivan otpad kao što je životinjski ili medicinski) zbrinjava na mjestu nastanka, bez potrebe za rizičnim i skupim transportom istog.
Na taj se način umanjuje opasnost od širenja zaraznih bolesti i najčešće umanjuje trošak zbirnjavanja otpada.
Moderne spalionice ovakvog tipa su dvomokorne spalionice, kod kojih se otpad spaljuje u primarnoj komori pod kontroliranim uvjetima, a dimni plin se provodi u sekundarnu komoru gdje se zadržava određeno vrijeme na vrlo visokim temperaturama kako bi se komponente dimnog plina razložile.
Ovakve spalionice mogu biti mobilne, s opremom za neovisan rad na terenu (opremljene vlastitim izvorom energije) ili stacionarne.

## Proizvodnja energije iz otpada
Toplina dobivena spaljivanjem otpada može biti korištena za proizvodnju pare koja može pokretati turbine i tako proizvoditi električnu energiju. Iz tone komunalnog otpada može biti (u prosjeku) proizvedeno oko 2-3 MWh električne energije i 2 MWh topline korištene za grijanje. Države oskudnih resursa, kao što su Japan. Danska i Švedska su više od stoljeća prednjačile u korištenju energije dobivene iz spaljivanja, iz lokalnih postrojenja koja su proizvodila toplinsku i električnu energiju. U 2005., u Danskoj su spalionice otpada proizvele 4,8 % električne energije od ukupne potrošnje električne energije i 13,7 %  toplinske energije potrebne za grijanje kućanstva. Niz drugih europskih zemalja, posebno Luksemburg, Nizozemska, Njemačka i Francuska, oslanjaju se na spaljivanje, kao način zbrinjavanja komunalnog otpada.

## Onečišćenje

### Dimni plinovi
Dimni plinovi nakon spaljivanja mogu sadržavati značajne količine čestica, teških metala, dioksini, furana, sumporovog dioksida, metana i solne kiselina.Navedeni zagađeni dimni plinovi mogu biti kiselog djelovanja i 1980-ih uzrokovali su ekološku katastrofu pretvarajući običnu kišu u kiselu kišu. Od toga događaja, industrija je riješila taj problem upotrebom vapnenih četki i elektrostatskih taložnika u dimnjacima. Mineral vapnenca korišten u ovim četkama ima pH vrijednost reda veličine 8 što znači da je lužnat. Prolaskom dima kroz vapnene četke, sve kiseline koje mogu biti sadržane u dimu će biti neutralizirane (kiselina + lužina = sol + voda). Na taj način vapnene četke sprječavaju emisiju kiselina u atmosferu, a time i mogućnost ekološke katastrofe (kisele kiše). Prema pisanju časopisa New York Timesa, moderne spalionice su toliko čiste, imaju tako male emisije štetnih plinova u atmosferu da daleko veću opasnost od emitiranja dioksina u atmosferu predstavljaju ispusti iz kamina u domaćinstvu ili s dvorišnih roštilja nego iz spalionice.

### CO2
Komunalni otpad sadrži sličan maseni udio ugljika kao i ugljični dioksid.  To znači da izgaranjem jedne tone komunalnog otpada nastaje jedna tona CO2. Ako bi komunalni otpad bio odložen na odlagalište otpada jedna tona komunalnog otpada bi proizvela 62 m3 metana putem anaerobne razgradnje biorazgradivog otpada. Kako je potencijal globalnog zatopljenja metana 21,a masa jednog metra kubnog metan pri temperaturi od 25 C 40,7 kg to je jednako 0,854 tone CO2 (što je manje od jedne tone dobivene izgaranjem). No, treba uzeti u obzir da spalionice otpada zbog proizvodnje električne i toplinske energije smanjuju potrebu za proizvodnjom električne i toplinske energije iz drugih postrojenja koja mogu ispuštati visoke emisije CO2 (posebice elektrane na fosilna goriva).